# Careva džamija u Sarajevu
Careva džamija je jedna od prvih džamija izgrađenih u Bosni i Hercegovini i prva u Sarajevu. Izgrađena je 1462. godine, a njenu izgradnju je finansirao i omogućio osnivač grada Sarajeva Isa Beg Isaković.
Međutim, ova džamija je izgorela 1480. godine kada je despot Vuk Grgurević sa vojskom iz Jajca osvojio i spalio Sarajevo. Na istom mestu je ponovo izgrađena džamija (po mišljenju jednih iz temelja, a po mišljenju drugih samo kupola džamije je bila izgorela, tako da je samo ona ponovo rađena) i u današnjem obliku izgrađena je 1566. godine, a njenu gradnju finansirao je Sulejman veličanstveni. U to doba glavni arhitekta Carevine bio je Mimar Sinan i smatra se da je gradnju ove džamije realizovao jedan od njegovih učenika ili saradnika.
To je centralni tip džamije sa trostranim tremom. Pošto je džamija u doba molitve (naročito petkom) morala primiti veliki broj vjernika, ostavljeni su tremovi sa sve tri strane, s tim što su dva pobočna 1847. godine zazidana i pretvorena u tetime (pobočne prostorije). Centralna kupola džamije ima oblik polukruga u preseku, tipično za klasični period osmanske arhitekture, a smatra se da je stara kupola eliptičnog preseka izgorela u požaru 1480.godine. Tokom konzervatorskih radova krajem prošlog veka (1980-te ili 1990-te) otkrivena su i parcijalno restauisana četiri sloja zidne dekoracije, i to iz XVI, XVIII i početka XIX veka. Osmougaona munara, čije je šerefe pokriveno stalaktitima, predstavlja jednu od najlepših starih munara u Bosni i Hercegovini.
Vredni nadgrobni, spomenici nastali u razdoblju od XV do XIX veka, nalaze se u groblju iza džamije. Za par arhaičnih nišana iza mihraba pretpostavlja se da označavaju grob osnivača Sarajeva Isa-bega Isakovića.
Godine 1912. arhitekta Karl Paržik je, poštujući modul, a koristeći elemente koji su viđani u izgradnji bosanskih kuća, projektovao zgradu Ulema medžlisa i uspješno je ukomponovao u celinu sa Carevom džamijom.